# オールドトムモリス
トーマス・ミッチェル・モリス（Thomas Mitchell Morris, 1821年6月16日 – 1908年5月24日）は「オールドトムモリス (Old Tom Morris)」の名で知られているスコットランド人ゴルファー。ゴルフ誕生の地として知られる、スコットランドのファイフにあるセント・アンドルーズの地で生まれ、また、そこで死んだ。息子のヤング・トム・モリス（Young Tom Morris、1875年に死亡）もまたゴルファーである。

## 初期のゴルフ歴
モリスは機織り職人の息子で、10歳の時にゴルフを始めた。手製のクラブと、コルクにくぎを刺したボールを手に道端で子供同士の試合などをして遊んだ。子供のころからキャディーをしながらプレーもしていたが、14歳の時に世界で最初のプロゴルファーと言われているアラン・ロバートソンの奉公人として雇われた。ロバートソンは当時セントアンドリュースゴルフ場を経営しており、またゴルフ用具の製造販売も手掛けていた。モリスは4年間奉公人を務め、さらに5年間にわたり職人（ジャーニーマン）としてロバートソンに仕えた。ロバートソンは1843年ごろより1859年に死ぬまで世界のトッププレーヤーだった。
1840年代初頭よりロバートソンは二人で交互にボールを打つスタイル（チャレンジマッチ、当時はこれが試合方式の主流だった）の試合におけるパートナーにしばしばモリスを指名した。この二人組は一度も負けたことがなかったといわれ、“Invincible”（無敵）と呼ばれるまでになった。こうしてモリスは20歳前半ですでにセントアンドリュースではロバートソンに次ぐプレーヤーに成長しており、二人は角を突き合わせて真剣勝負をするというようなことは滅多になかったが、1843年にオールドコースで非公式な試合をしてモリスがロバートソンに勝ったこともあったという。そうしてモリスにとってロバートソンの使用人として立ち振る舞うことが次第に不自然になっていった。

## プレストウィックに移動
モリスはセントアンドリュースでロバートソンの使用人として働いていたが、1851年に突然解雇された。当時新しくガッタパーチャを素材としたボール（ガティーボール）が紹介されつつあったが、従来のフェザーボール製造でかなりの利益を得ていたロバートソンは自身の商売を脅かす存在だと感じていたところに、モリスがこのガティーボールでプレーするのを見たためだと言われている。モリスは解雇されてすぐに、当時開業を目指して準備中だったプレストウィックゴルフクラブに職を得た。プレストウィックではコースの設計からメンテナンス、もちろんガティーボールやクラブといった彼自身の作るゴルフ用具類の販売、プレーヤーへの教習、さらには各種ゴルフ大会の開催も行った。1860年にプレストウィックで第1回大会が行われた全英オープンの立ち上げにもジェームズ・フェアリーとともに関与し、この功績により始球式の打者にもなった。

## セントアンドリュースに戻る
1865年に、クラブプロおよびグリーンキーパーとして当時破格の年収50ポンドでセントアンドリュースに復職した。1864年にクラブがモリスの復職を求める議決を正式に行ったことを受けてのことだった。だが、その当時のセントアンドリュースは財政的に極めて困難な状況にあり、モリスの最初の仕事はこの財政を立て直すことにあった。このためにフェアウェイを広げ、グリーンを拡張し、またプレストウィックで開発したグリーンキーピング技術を施した。さらには1番と18番ホールの二つのグリーンを新設し、バンカー等のハザードにも工夫を凝らした。彼はこの職に1903年までの39年間にわたり留まり、その後はR&Aに所属して、ここでも満額の給与を得た。

## プレーヤーとして
モリスはグリーンキーパー、クラブ製造者、ボール製造者、ゴルフインストラクター、コース設計者として仕事をしていたが、もちろんゴルフのトーナメントプレーヤーでもあった。1860年の第1回全英オープンでは準優勝し、翌年には優勝した。さらに翌1862年、1864年、1867年にも優勝し、今でも46歳での優勝は最年長記録である。また、優勝と準優勝を分け合ったことのある唯一の父子の片割れでもある。
1862年の全英オープンにおける2位との打数差14ストロークでの優勝は、2000年の全米オープンでタイガー・ウッズが15打差で優勝するまでメジャー大会の記録だった。オールドコースで2番目にスコア80を切った（79打、1番目はロバートソン）プレーヤーとしても記録されている。1860年代中ごろには、息子であるヤングトムモリスが10歳代半ばにして頭角を現しており、父子でボールを交互に打つチャレンジマッチのチームを組み大いに成功した。この関係は息子のヤングトムが死去する1875年まで続いた。

## ゴルフ場の設計、グリーンキーピングの革新
ブリテン島のゴルフコース設計にも大きな功績を残した。1842年にはロバートソンの助手としてカーヌスティの10ホールのコースレイアウトを初めておこなった。その後1887年のキングホーンゴルフクラブ、カークカルディゴルフクラブは1904年に9ホール、1906年には18ホールに増設、プレストウィック、ミュアフィールド、マクリアニッシュ、セントアンドリュースのジュビリーコース、クレイルのバルコミー、マリー、サウスウィスト島のアスカーニッシュ、アイルランドのラヒンチアンドロサペンナ、イングランドのウォークワースアンドローヤルデボンゴルフクラブ（ウェストワード・ホー！）、マン島のキングエドワードベイゴルフクラブとキャッスルタウンゴルフクラブなど、数々のゴルフコースを設計した。

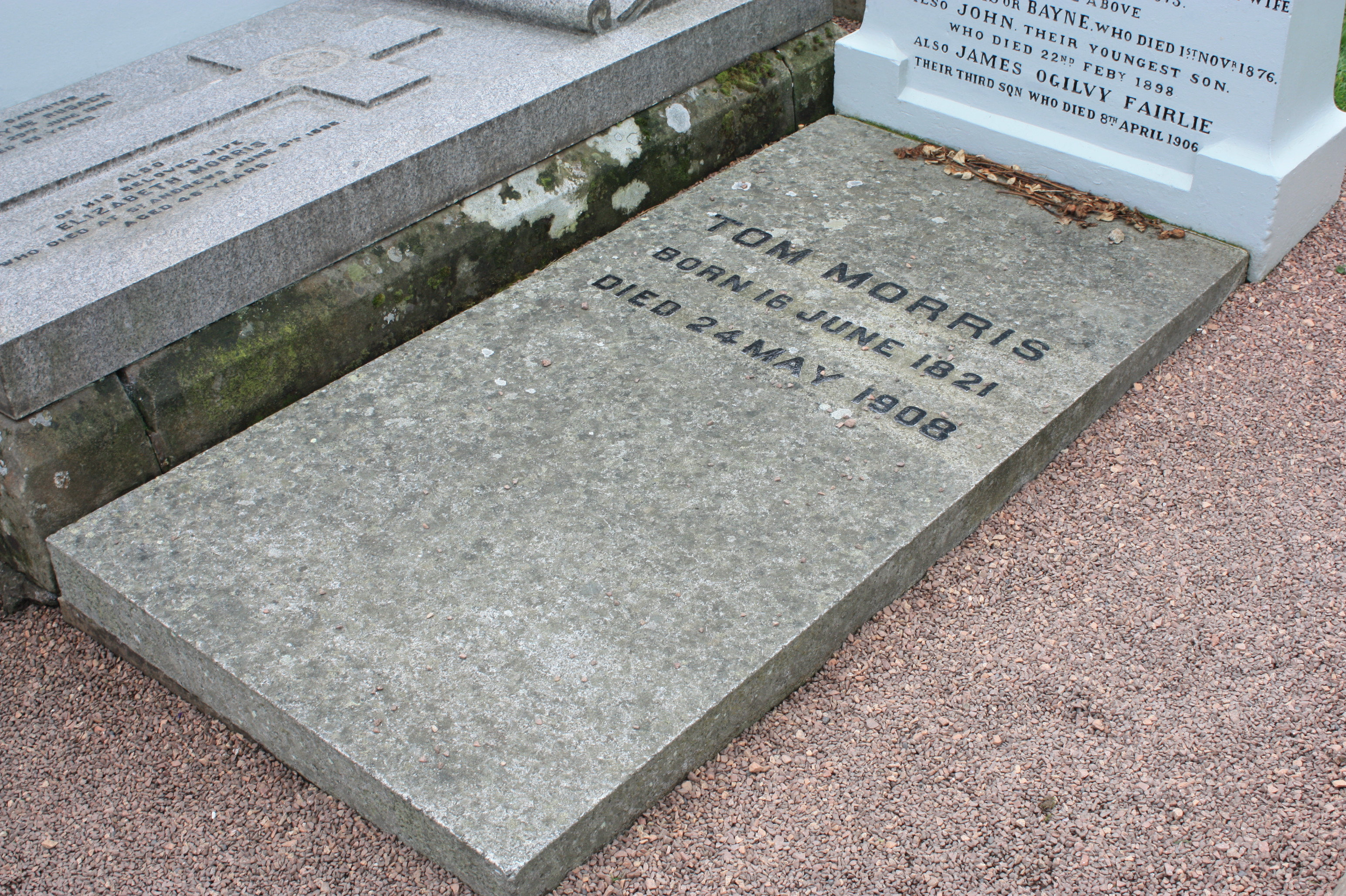
オールドトムモリスの簡素な墓はセントアンドリュース大聖堂にある

モリスは近代のグリーンキーピング技術の祖としても知られている。グリーンに砂を入れる考えを導入したが、これにより芝の成長が著しく促進された。その他にも例えばハザードを積極的に設ける（それ以前は自然に存在する地形をそのままにしていただけで、実際危険だった）、ヤーデージの標識を設置するなど、芝とコース運営に関する様々なアイデアを導入した。また、グリーンの手入れに芝刈り機を初めて用いたのもモリスである。セントアンドリュースのコースに関してもフェアウェイを広げてプレーを促進し、グリーンを改良し、また、各ホールにティーエリアを設けるなどした。これらにより敷地を広く使え、また芝のコンディションも良好なものとなった。オールドコースの新しい1番グリーンを設けたのもモリスであり、さらには1895年のニューコース、1897年のジュビリーコースの設計も手掛けた。ハザードを設けることで、プレーヤーはこれを避けるために迂回することを利用した戦略設計の草分けとなり、これは現在でも通用するものだ。それ以前のハザードは単に飛び越えて打つか、漫然とボールを打ったことへの罰といった程度にしか考えられていなかった。

## 死
87歳の誕生日寸前にセントアンドリュースのニューゴルフクラブのクラブハウス階段で転倒し、これが元で死去。事故の寸前まで意欲的に仕事をしていたという。
セントアンドリュース大聖堂中庭の東側壁脇に埋葬されている。白色石板にブロンズ製の浮彫像で人目を惹く息子のヤングトムモリスの有名なモニュメントの隣にある簡素な墓だが、いまでもゴルフの偉人を尊敬する多くのゴルファーを惹きつける。

## 主な戦績

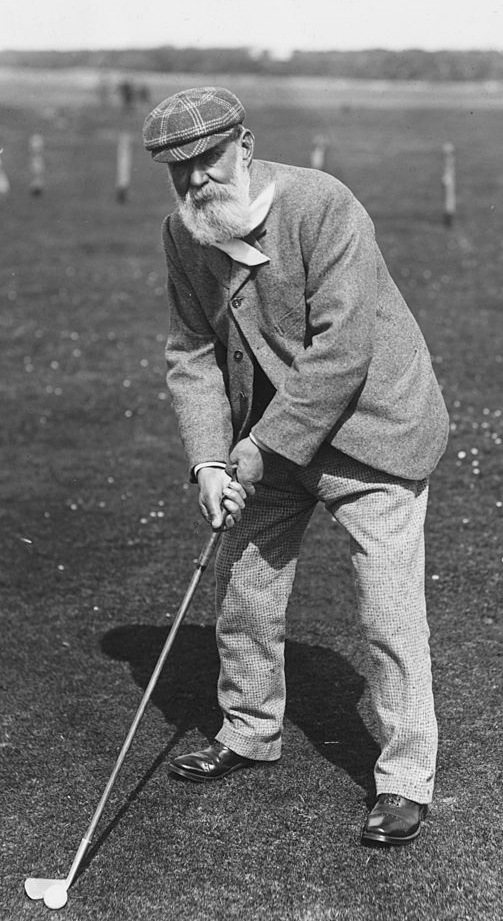
1880年のオールドトムモリス

| 年   | 大会名           | 24 holes成績   | スコア       | 2位との差  | 2位              |
| ---- | ---------------- | -------------- | ------------ | ---------- | ---------------- |
| 1861 | 全英オープン     | 2 shot deficit | 54-56-53=163 | 4 strokes  | Willie Park, Sr. |
| 1862 | 全英オープン (2) | 11 shot lead   | 52-55-56=163 | 13 strokes | Willie Park, Sr. |
| 1864 | 全英オープン (3) | 1 shot lead    | 54-58-55=167 | 2 strokes  | Andrew Strath    |
| 1867 | 全英オープン (4) | 2 shot lead    | 58-54-58=170 | 2 strokes  | Willie Park, Sr. |

| トーナメント | 1860 | 1861 | 1862 | 1863 | 1864 | 1865 | 1866 | 1867 | 1868 | 1869 |
| ------------ | ---- | ---- | ---- | ---- | ---- | ---- | ---- | ---- | ---- | ---- |
| 全英オープン | 2    | 1    | 1    | 2    | 1    | 5    | 4    | 1    | 2    | 6    |

| トーナメント | 1870 | 1871 | 1872 | 1873 | 1874 | 1875 | 1876 | 1877 | 1878 | 1879 |
| ------------ | ---- | ---- | ---- | ---- | ---- | ---- | ---- | ---- | ---- | ---- |
| 全英オープン | 4    | NT   | T4   | 7    | T18  | DNP  | T4   | T8   | 11   | T14  |

| トーナメント | 1880 | 1881 | 1882 | 1883 | 1884 | 1885 | 1886 | 1887 | 1888 | 1889 |
| ------------ | ---- | ---- | ---- | ---- | ---- | ---- | ---- | ---- | ---- | ---- |
| 全英オープン | 10   | T5   | DNP  | T10  | T13  | T29  | T27  | T28  | T27  | T15  |

| トーナメント | 1890 | 1891 | 1892 | 1893 | 1894 | 1895 | 1896 |
| ------------ | ---- | ---- | ---- | ---- | ---- | ---- | ---- |
| 全英オープン | WD   | T58  | 50   | 52   | WD   | 47   | WD   |

NT =トーナメントなし
DNP =プレイせず
WD =途中棄権
「T」同順位（タイ）

## 映画と書籍
2016年の映画『Tommy's Honour（トミーの名誉）』は、オールドトムとその息子の人生とキャリアを描写し、二人の複雑でほろ苦い関係に焦点を当てている。これは、ケビンクックのハーバートウォーレンウィンドブックアワードを受賞した2007年の伝記、『Tommy's Honor（トミーの名誉）：The Story of Old Tom Morris and Young Tom Morris, Golf's Founding Father and Son（ゴルフで結ばれた父と子の物語）』を映画化したものである。

## ギャラリー

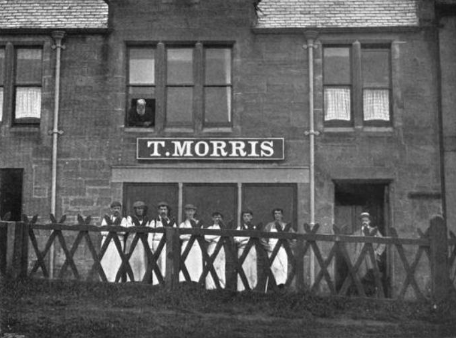
スコットランド、セントアンドリュースのオールドトムモリスのゴルフショップ。2階の窓（ 左上 ）にモリスが見える。
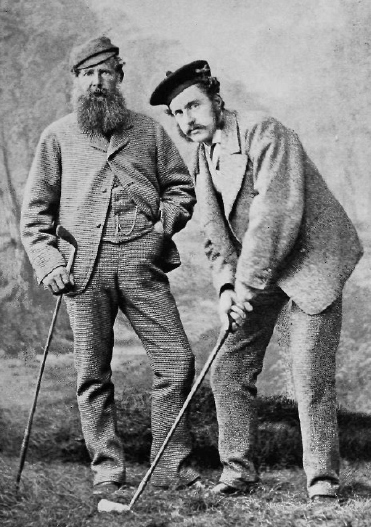
オールドトムモリスとヤングトムモリス（1870 - 1875年ごろ）。
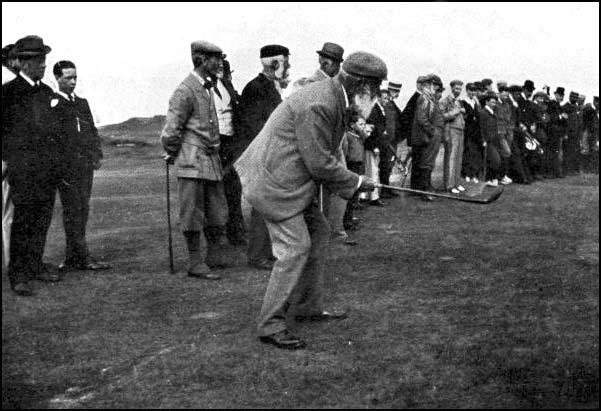
1890年代に撮影されたオールドトムモリス
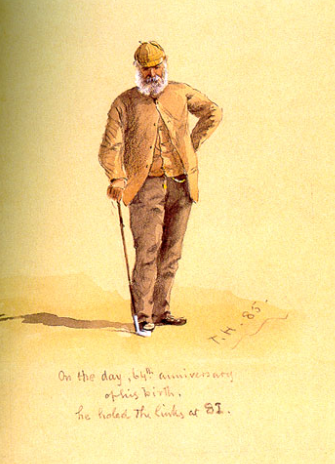
トーマス・ホッジによる1885年の水彩画。64歳の誕生日にオールドコースを81で回ったオールドトムモリスを描いている。
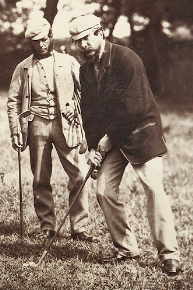
モリス（ 右 ）とジェームズ・オギルビー・フェアリー
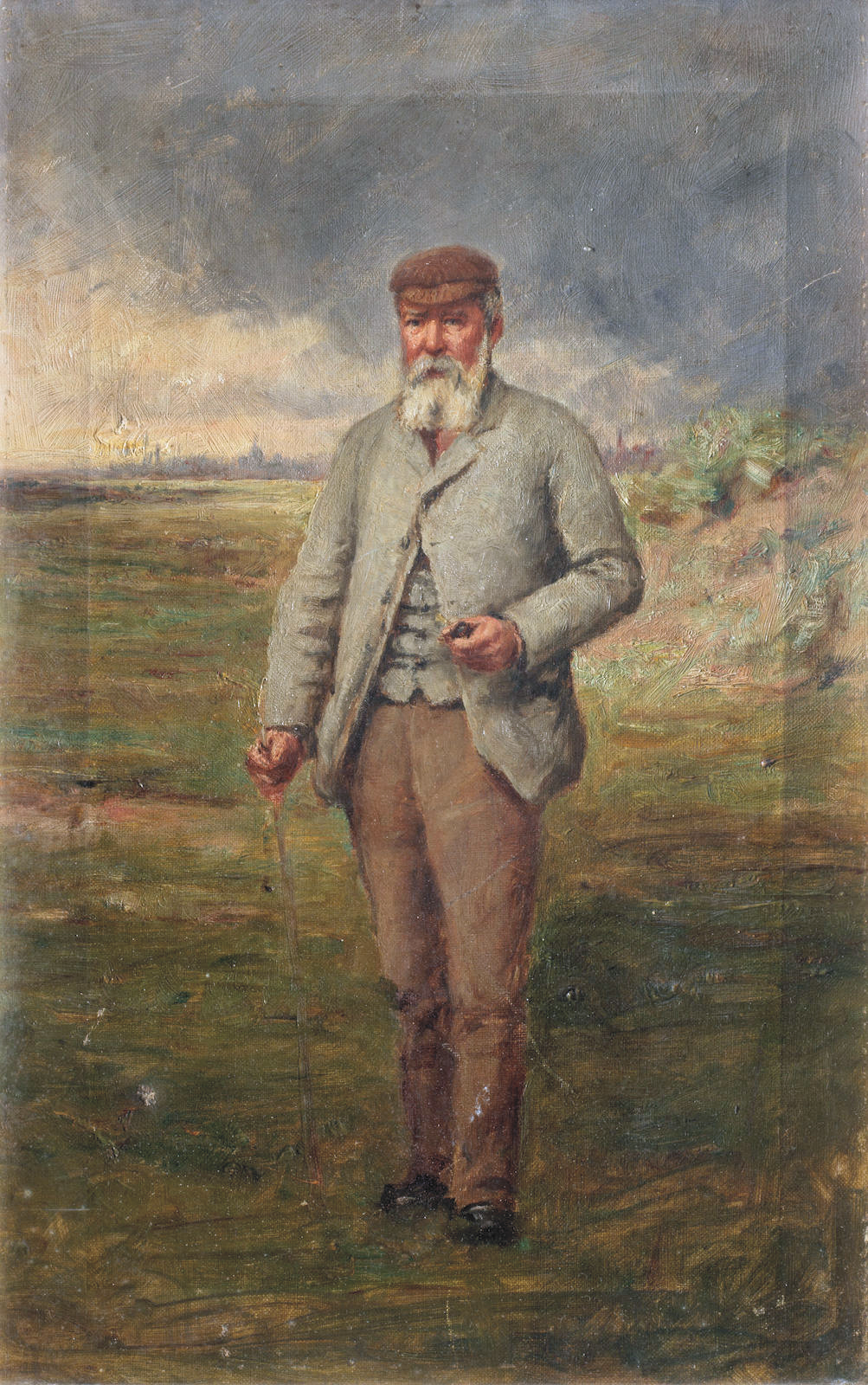
セントアンドリュースリンクスのオールドトムモリス